# Podolatria

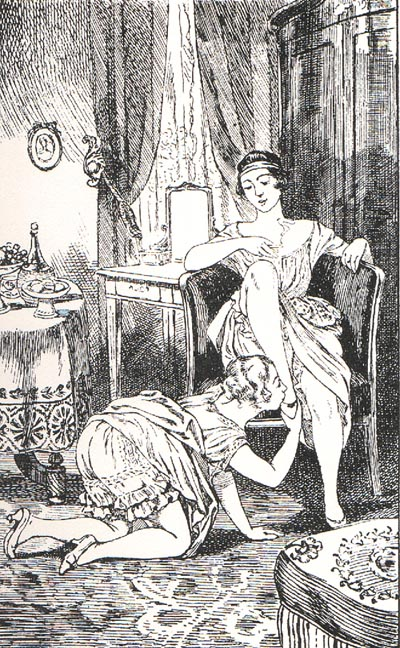
La Comtesse au fouet, por Martin van Maële (1926)

Podolatria (podo, do grego podos: pés + latria, do grego latreuo: adorar) é um tipo particular de parafilia cujo desejo se concentra nos pés. Em Portugal e no Brasil, um fetichista de pés é normalmente reconhecido como podólatra.

## Fetiche
O fetichista responde ao pé de uma maneira similar às nádegas ou seios. Alguns podólatras, sentem prazer em ter seus genitais manipulados pelos pés do parceiro até o ponto de atingir o orgasmo e a ejaculação (footjob, em inglês). Este é, provavelmente, o exemplo mais frequente de excitação com o uso dos pés capaz de levar à satisfação completa (talvez por se tratar, também, de fato, de uma forma de masturbação). Outras fórmulas em que o uso dos pés por si só acabam por levar ao orgasmo e à ejaculação também existem, entretanto, variando de indivíduo para indivíduo.
São atos comuns que levam o podólatra a ter excitação e prazer sexual exclusivamente com o ato de ver, tocar com as mãos, lamber, cheirar, beijar ou massagear os pés de outra pessoa, entre muitos outros. Pode haver ainda, embora raramente, casos de o podólatra sentir atração, prazer e orgasmo, com essas ações, com os próprios pés. O culto aos pés pode ser um elemento erótico, fazendo parte das preliminares de uma relação sexual, por exemplo.
Como outras parafilias, o fetiche de pés varia enormemente e pode ser altamente especializado. Assim, um fetichista pode ser estimulado por elementos que outro considera repulsivos. Alguns podólatras preferem somente as solas ou pés com arcos pronunciados, outros de dedos longos, unhas longas, alguns preferem pés descalços, outros pés trajados em certos tipos de calçados ou meias, alguns preferem pés muito bem cuidados, outros sujos, de plantas incrustadas de terra, uns preferem pés lisos, outros preferem pés bem ásperos, outros podem até desejar o cheiro do que chamam de "chulé" (conhecido como bromidrose plantar), caso em que isso dá um intenso prazer ao podólatra.
Um fetichista de pés pode ser homem ou mulher, embora estime-se que o contingente masculino passe de 70% (falando de fetiches de maneira geral, a escritora estadunidense Valerie Steele afirma no livro "Fetiche — Moda, Sexo e Poder" que os homens têm fetiches com frequência duas vezes e meia maior do que elas). Pesquisadores da Universidade de Bolonha descobriram que entre as preferências sexuais por partes do corpo, pés é a mais popular. O resultado parece corroborar o estudo da terapeuta brasileira Deise Gê, feito com 1500 homens, entre 18 e 60 anos, que aponta que pés e sapatos são os principais elementos fetichistas dos brasileiros. Outras práticas sexuais como o sadomasoquismo freqüentemente acompanham a atração por pés, como no ato de podolatria em que o homem pode ser pisado pela mulher (trample, em inglês). Um traço que permite distinguir o podólatra, no entanto, na comparação com o sadomasoquista submisso, é o fato de que o pé, para aquele, reveste-se de um valor estético, que por si só o excita.